# Carrollton (Wirginia)
Carrollton – jednostka osadnicza w Stanach Zjednoczonych, w stanie Wirginia, w hrabstwie Isle of Wight.